# 愛媛県道263号平野坂戸線
愛媛県道263号平野坂戸線 （えひめけんどう263ごう ひらのさかどせん）は、愛媛県西予市を通る一般県道である。

## 概要
西予市宇和町平野から西予市宇和町坂戸に至る。

### 路線データ
- 起点：西予市宇和町平野（愛媛県道237号鳥坂宇和線交点）
- 終点：西予市宇和町坂戸（国道56号交点）

## 地理

### 通過する自治体
- 愛媛県
  - 西予市

### 交差する道路
| 交差する道路            | 交差する場所 | 交差する場所 |
| ----------------------- | ------------ | ------------ |
| 愛媛県道237号鳥坂宇和線 | 宇和町平野   | 起点         |
| 国道56号                | 宇和町坂戸   | 終点         |

### 沿線
- 西予市立中川小学校（終点付近）